# Aehobak
Aehobak (em coreano 애호박, AFI: [ɛ.ɦo.bak]), também chamada abobrinha coreana (português brasileiro) ou curgete coreana (português europeu), é uma planta pertencente à família das cucurbitáceas, assim como a abobrinha, melancia, o melão, o pepino e a abóbora. Pertence ainda ao género das abóboras e costuma-se colher ainda verde.